# شمع صيني

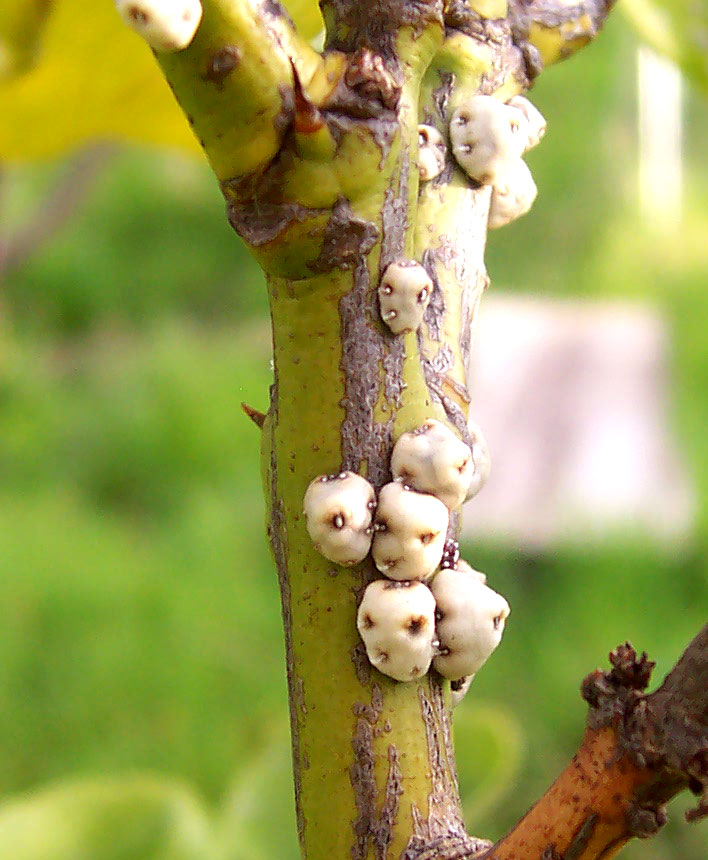

الشمع الصيني تنتجه حشرات تسكن بعض أنواع الأشجار.

شجرة الشمع الصينية تزرع للـظل في المناطق ذات الشتاء المعتدل. وتنقلب أوراقها حمراء لامعة في الخريف. الشجرة الشمعـية وهي اسم للعديد من الأشجار التي تنتج مادة شمعية يمكن استخدامها مثل الودك في صناعة الشمع . وتستخدم الشموع المعدنية اليوم عادة بدلا من الودك في صناعة الشمع. وكانت الشجرة التي يستفاد في الغالب الأعم من شحمها هي الشجرة الشمعية الصينية، وتتدلى بذور هذه الشجرة من خيوط، تشبه الشمع، من خلال الأوراق. وكان العمال يطحنون ثم يغلون الكبسولات والبذور ويقشدون الدهن جانبا عندما يعلو إلى السطح. وبعد ذلك يذوب الدهن ويصفى.[بحاجة لمصدر]

## الاستخدامات
يُستخدم الشمع الصيني بشكل رئيسي في صناعة الشموع. ويُستخدم أيضًا في مستحضرات التجميل في الصين واليابان. وفي اليابان، يُستخدم لتلميع أحجار الغو الصدفية البيضاء، بالإضافة إلى استخدامات أخرى.
طبيًا أُستُخدِم الشمع في الصين حيث يُمكن تناوله كعلاج لبحة الصوت، والألم، والديدان، والتوتر، إضافةً إلى دوره في إصلاح كسور العظام. كما أنه يستعمل كمرهم لعلاج الجروح.